# Carme Gambín
Carme Gambín (Llano de Brujas, Múrcia, 1930) és una activista política en defensa del món associatiu.
Nascuda en un poble de Múrcia el 1930, Carme Gambín, filla de barber, explica en aquest llibre com va ser la seva infància i joventut. Fins als sis anys, els jocs infantils, la solidaritat veïnal i la por de les riuades del Segura van ser els protagonistes dels seus records. En esclatar la Guerra Civil, va haver de créixer per força i aprendre no solament a conviure amb la por, sinó també amb la gana, el treball i la persecució política. El 1942 va emigrar amb el seu germà Efrén a Catalunya, on ja vivien els seus oncles. A Barcelona va conèixer la duresa del treball fabril, però també la solidaritat entre els obrers.
El 29 de novembre de 2014 guanya la 17a edició del Premi Romà Planas i Miró, que és el certamen organitzat per l'Arxiu de la Memòries Populars, amb la seva novel·la Mirar hacia atrás. En aquest llibre l'autora explica les seves vivències d'infància i joventut com a immigrant a Catalunya.